# 9K35 Strela-10

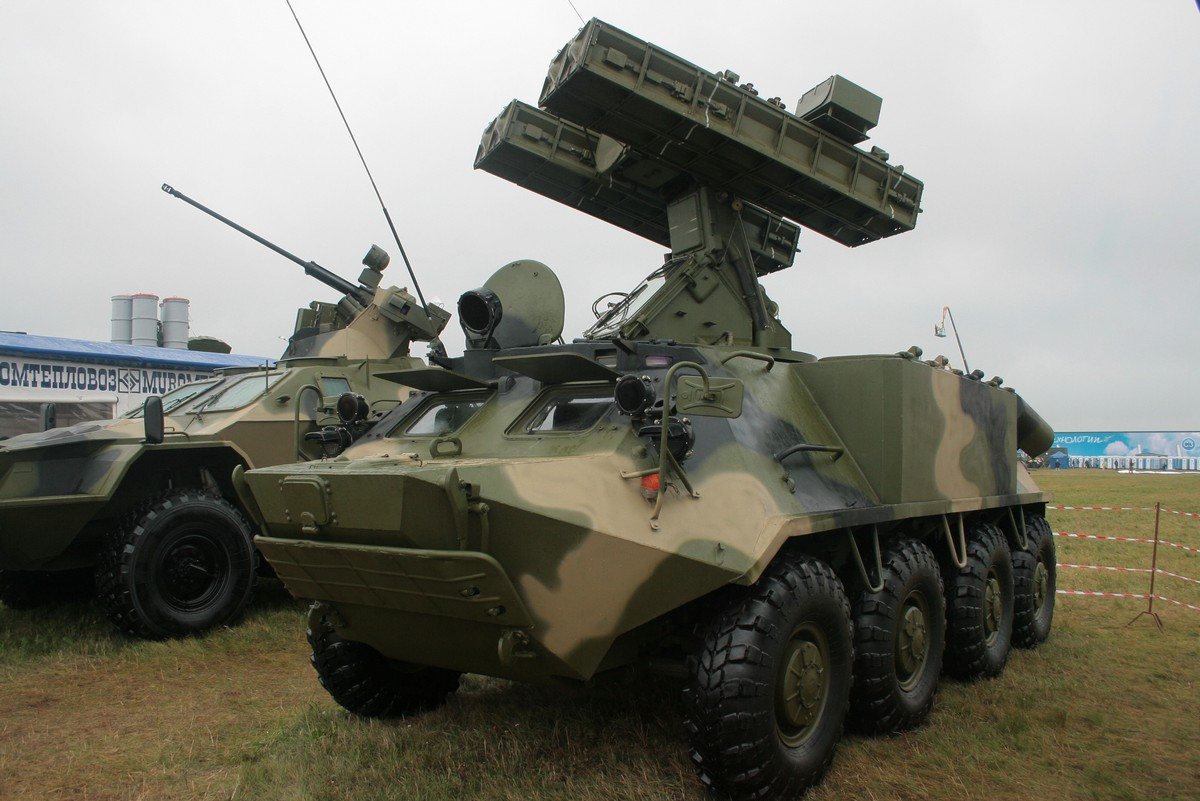
9K35M3-K Kolchan är samma robotsystem baserat på pansarbilar i BTR-serien.

9K35 Strela-10 (ryska: 9К35 Стрела-10, NATO-rapporteringsnamn: SA-13 Gopher) är ett sovjetiskt luftvärnsrobotsystem utvecklat för att ersätta 9K31 Strela-1.

## Utveckling
Utvecklingen påbörjades i juli 1969 som ett billigare och mer konventionellt alternativ till den redan då påtänkta 2K22 Tunguska. För att ge systemet ökad taktisk rörlighet valde man pansarbandvagnen MT-LB som vapenplattform i stället för pansarbilen BRDM-2. Robotsystemet gjorde vagnen för topptung för att vara stabil i vattnet och den var därför inte amfibisk förrän efter uppgraderingen 1980 då den utrustas med flottörer.
Den ursprungliga roboten 9M37 utprovades under 1973 och 1974, men den visade sig vara otillförlitlig och hade svårt att träffa sina mål. Det dröjde till 1976 innan tillförlitligheten blev såpass god att systemet kunde tas i tjänst.
1977 påbörjades utvecklingen av en robot med autopilot och känsligare målsökare som gav större träffsannolikhet. Roboten som togs i tjänst 1979 fick beteckningen 9M37M.
1979 och 1980 genomfördes ett moderniseringsprogram av vapenplatformarna. Bland annat kunde skytten nu få kontinuerlig måluppdatering från batteriets spaningsradar. Fordonen försågs också med 9V385M IFF-system och flottörer av polyuretan som gjorde att de kunde simma med full robotlast.
1983 till 1986 utvecklades en helt ny robot för systemet Strela-10 med kodnamn Kitodoj (valfångare). Roboten som fick beteckningen 9M333 hade en ny målsökare med zoomobjektiv med 1,8–3,75 gångers förstoring vilket ökade möjligheten att låsa små mål på längre avstånd. Målsökaren hade dessutom ytterligare en kanal för minskad störkänslighet. 9M333 hade också ett nytt zonrör med laser.

## Konstruktion
Robotsystemet består av en vapenbärare, oftast pansarbandvagnen MT-LB, men det finns även en exportversion för BTR-seriens pansarbilar. Vapenbäraren är utrustad med en piedestal med fyra avfyringstuber på samma sätt som Strela-1. Systemet är också kompatibelt med Strela-1 och kan avfyra dess 9M31-robotar.
En skillnad mot Strela-1 är att piedestalen har plats för en 9S86 (NATO-namn Snap Shot) radaravståndsmätare mellan de två mittersta avfyringstuberna. 9A35 har dessutom samma 9S16 (NATO-namn: Flat Box) radarpejl som Strela-1.
Roboten har en Infraröd målsökare med två kanaler; dels fotokontrastsökande som sin föregångare Strela-1, dels en frekvenskänslig värmesensor liknande den som sitter i 9K34 Strela-3. Värmesökaren kyls med kvävgas från en tryckflaska i avfyringstuben som utlöses när skytten osäkrar roboten. Fotokontrastsensorn har behållits som ett reservsystem om roboten inte hinner avfyras medan värmesökaren är kall.

## Varianter

### System
- 9K35 Strela-10SV – Ursprungligt system med 9M37-robotar.
- 9K35M Strela-10M – Uppgraderad till 9M37M-robotar.
- 9K35M2 Strela-10M2 – Uppgraderad elektronik i vapenplattformarna.
- 9K35M3 Strela-10M3 – Uppgraderad till 9M333-robotar.
- 9K35M3-K Kolchan – Exportsystem baserad på pansarbilar i BTR-serien.

### Robotar
- 9M37 – Ursprunglig robot med tvåkanals infraröd målsökare
- 9M37M – Förbättrad variant med autopilot och känsligare målsökare.
- 9M333 – Nyutvecklad robot med kraftigare sprängladdning och trekanals infraröd målsökare.

### Vapenbärare
- 9A34 – Piedestal för fyra robotar och 9S86 radaravståndsmätare.
- 9A35 – Som 9A34 fast utrustad med 9S16 radarpejl.

Vapenbärarna har samma suffix (M, M2, M3 och M3-K) som de system de tillhör.

## Gruppering
Ett batteri består normalt av följande fordon:
- 3 × 9K34
- 1 × 9K35
- 1 × PPRU-1 eldledningsradar
- 1 × P-15, P-19 eller P-40 luftspaningsradar
- 2 × 9V839 eller 9V915 reparations- och testlastbilar
- 1 × 9T244 eller 9T245 lastbil med 48 extra robotar